# Vlees

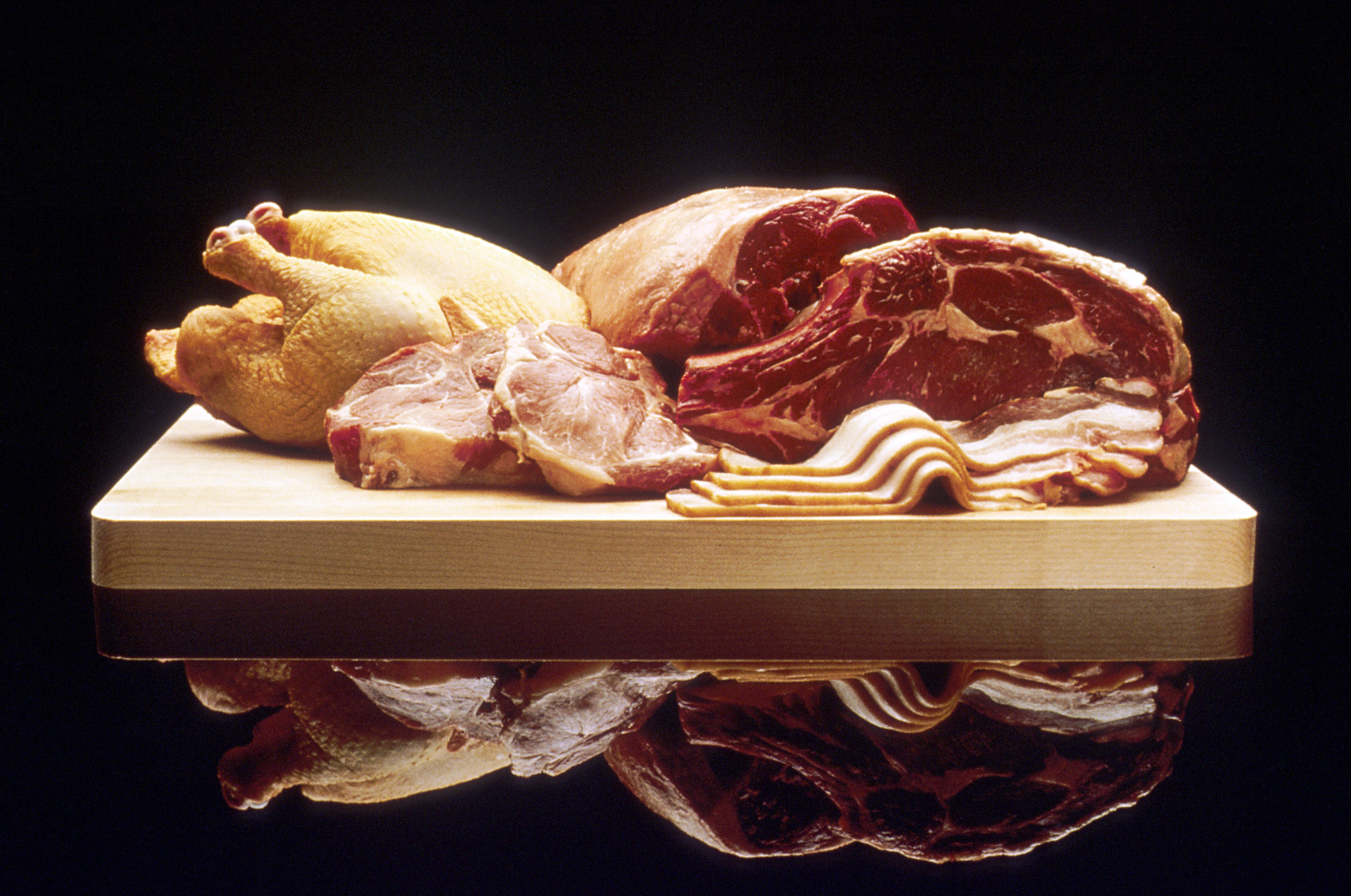
Diverse soorten vlees

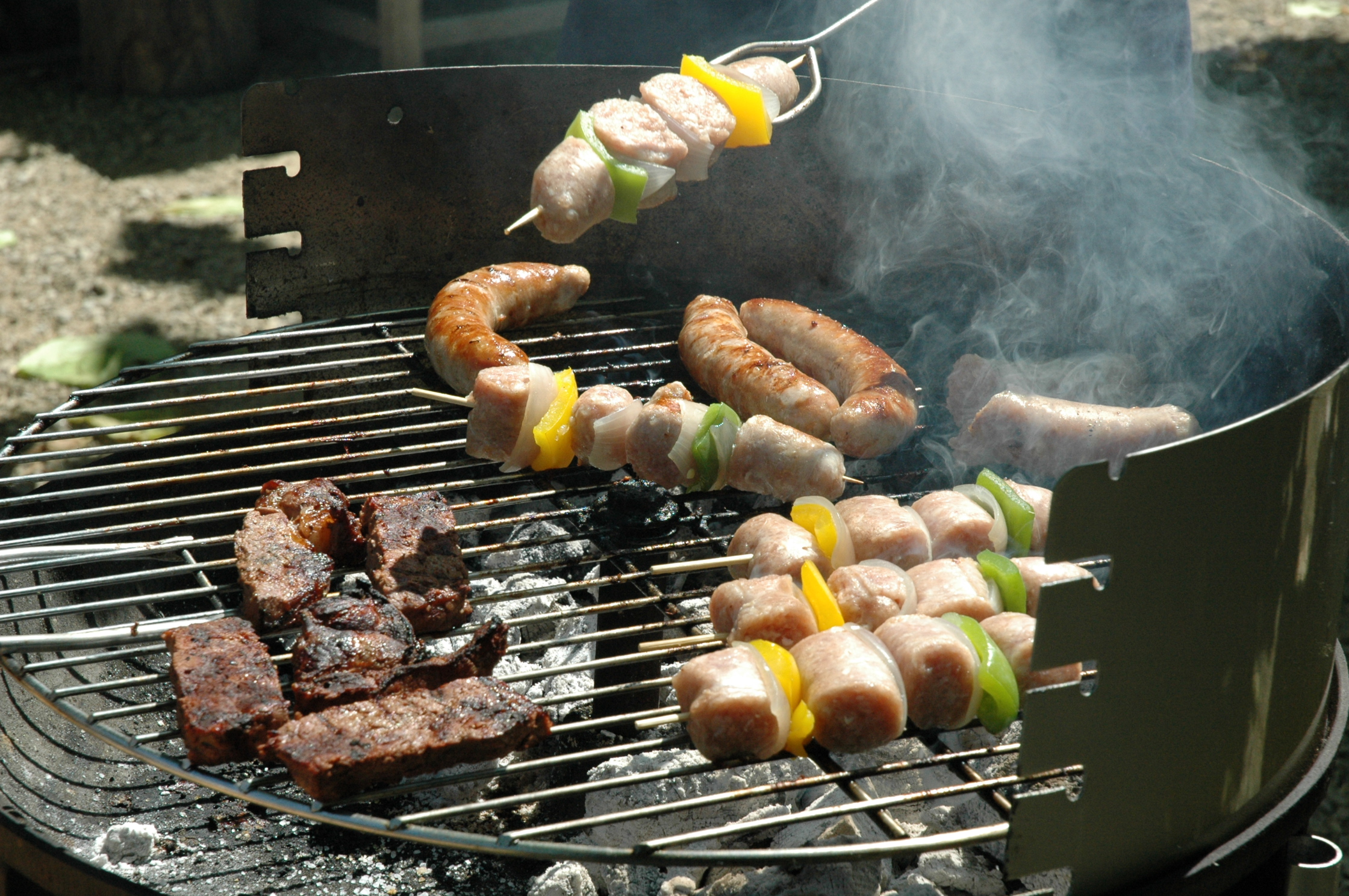
Vlees op de barbecue

Vlees is het spierweefsel van gewervelde dieren. In de brede zin van het woord omvat het alle dierlijke en soms menselijke weefsels, inclusief organen zoals lever of nieren. In de engste zin slaat de term uitsluitend op het spierweefsel van zoogdieren die gekweekt zijn voor consumptie door de mens. Het merendeel van het vlees dat geconsumeerd wordt, is afkomstig van hiervoor gehouden dieren uit de veehouderij (slachtvlees). Een van de nieuwste ontwikkelingen op het gebied van vlees is kweekvlees.

## Indeling
In de kookkunst en in wetenschappelijk onderzoek voor wat betreft de gezondheidseffecten van vlees, wordt vlees regelmatig ingedeeld in vier groepen:
- Rood vlees: het spiervlees van zoogdieren als runderen (kalfsvlees), varkens (onder andere wilde zwijnen), schapen, geiten, paarden, hazen, hertachtigen en reeën. Ook het vlees van sommige vogels zoals eenden, duiven, struisvogels, emoes en ganzen wordt soms onder rood vlees geklasseerd. Vlees van deze dieren dat in gerechten is verwerkt valt ook onder deze categorie; bijvoorbeeld lasagne, moussaka, ravioli en bijvoorbeeld als gehakt in pasta's.
Rood vlees onderscheidt zich van wit vlees, zoals dat van gevogelte, door de concentratie myoglobine in spiervezels. Rood vlees bevat relatief veel myoglobinerijke dunne spiervezels (type I spiervezels) met hoge aerobe capaciteit (met veel mitochondriën), die langdurig kunnen werken, zonder rustperiode.
- Wit vlees: het spiervlees van pluimvee en ander gevogelte. Onder pluimvee wordt gerekend: kip (bijv. kipfilet, braadkip, kipnugget), kalkoenen en parelhoenders. Ook wild gevogelte, zoals kwartels, fazanten en patrijzen, bevat wit vlees.
Wit vlees is relatief rijk aan brede vezels (type II spiervezels) met hoge anaerobe capaciteit, die in het algemeen in korte, snelle uitbarstingen werken.
- Orgaanvlees: organen van dieren en gevogelte o.a. lever (foie gras), nieren, zwezerik (bv. kalfszwezerik)
- Verwerkt vlees, oftewel bewerkt vlees: bacon, ham, cornedbeef, spam, vleeswaren, worst, Chinese worst, pasties, saucijzenbroodje, paté en salami

## Kleur
De kleur van vlees wordt deels bepaald door de oxidatietoestand van het ijzeratoom in myoglobine en de zuurstofatomen die eraan verbonden zijn. Wanneer vlees nog in de rauwe toestand is, is het ijzeratoom in de +2 oxidatietoestand en gebonden aan zuurstof; daardoor ontstaat roodachtig oxymyoglobine, waardoor myoglobinerijk vlees er rood uitziet. Vlees dat gaargekookt is, neemt een grauwe tot grauwbruine kleur aan door de vorming van metmyoglobine, dat bij verhitting ontstaat (denaturatie). Daarbij bevindt het ijzeratoom zich in de +3 oxidatietoestand, het heeft een elektron verloren en heeft nu een watermolecule bij zich.
Onder bepaalde omstandigheden kan vlees roze blijven gedurende verhitting, hoewel het aan hoge temperaturen wordt blootgesteld. Wanneer rauw vlees aan nitriet wordt blootgesteld, zal het vlees roze blijven, omdat het ijzeratoom dan gebonden is aan NO (stikstofmonoxide). Onder meer cornedbeef en de meeste ham worden behandeld met kaliumnitriet (E249) of natriumnitriet (E250). Bij vleeswaren die verpakt worden in een atmosfeer met koolmonoxide bindt het ijzermolecule aan koolmonoxide, waardoor metmyoglobine wordt gevormd. Het oppervlak van deze vleeswaren blijft dan roze, wat in de ogen van de consument met "vers" wordt geassocieerd. Deze kunstmatig veroorzaakte rode kleur kan echter zeer lang in het vlees aanwezig blijven, tot wel een jaar.
De hoeveelheid en typen spiervezels kunnen tussen verschillende dieren uiteenlopen. Daardoor is de roodheid van vlees sterk afhankelijk van diersoort, leeftijd van het dier en de hoeveelheid beweging die het dier heeft gehad.

## In Nederland
De Nederlandse huishoudens consumeren jaarlijks 100 miljoen kilo varkensvlees voor een waarde van 650 miljoen euro. Per hoofd van de bevolking werd in 2012 83,7 kg vlees per jaar gebruikt (rund, kalf, varken, kip, kalkoen). Omdat in dat gemiddelde ook 700.000 vegetariërs en 3,5 miljoen parttime-vegetariërs zitten, zal de doorsnee vleesconsument meer gebruiken. Daarnaast worden 192 eieren per jaar per hoofd van de bevolking gegeten.
Meer dan driekwart van het in Nederland geproduceerde vlees wordt geëxporteerd. In 2000 werd voor bijna 12 miljard gulden aan vlees en vleesproducten en voor 10,75 miljard gulden aan zuivelproducten geëxporteerd. Tegelijk werd in 2000 voor 10,8 miljard gulden aan veehouderijproducten geïmporteerd.
Rond 2010 nam de vleesconsumptie van varkensvlees en koeienvlees ieder jaar gestaag af, maar bleef sinds 2016 ongeveer gelijk.

## Dierenwelzijn
Er bestaat kritiek op de bio-industrie en men vraagt zich af of dieren wel geëxploiteerd mogen worden. In Nederland voerde Stichting Wakker Dier actie tegen vlees waarvoor biggen worden gecastreerd, kalveren bloedarmoede krijgen (blank kalfsvlees), het prijsstunten met vlees (kiloknaller) en kippen die uit economische overwegingen te snel moeten groeien (plofkippen).

## Impact op het milieu
| Aandeel voedingswaarde en milieu-impact van dierlijke producten ten opzichte van de volledige landbouwsector | Aandeel voedingswaarde en milieu-impact van dierlijke producten ten opzichte van de volledige landbouwsector | Aandeel voedingswaarde en milieu-impact van dierlijke producten ten opzichte van de volledige landbouwsector | Aandeel voedingswaarde en milieu-impact van dierlijke producten ten opzichte van de volledige landbouwsector | Aandeel voedingswaarde en milieu-impact van dierlijke producten ten opzichte van de volledige landbouwsector |
| --- | --- | --- | --- | --- |
| | | | | |
| Calorieën | Calorieën | | 18% | 18% |
| Proteïnen | Proteïnen | | 37% | 37% |
| Landgebruik                                                                                                  | Landgebruik                                                                                                  | | 83% | 83% |
| Broeikasgassen                                                                                               | Broeikasgassen                                                                                               | | 58% | 58% |
| Watervervuiling                                                                                              | Watervervuiling                                                                                              | | 57% | 57% |
| Luchtvervuiling                                                                                              | Luchtvervuiling                                                                                              | | 56% | 56% |
| Waterverbruik                                                                                                | Waterverbruik                                                                                                | | 33% | 33% |

De vleesproductie heeft impact op het milieu op de volgende manieren. Het veroorzaakt 14,5% (en mogelijk meer) van de antropogene broeikasgasemissies in de wereld. Koeien bijvoorbeeld produceren ongeveer 570 miljoen kubieke meter methaan per dag, dat is volgens de FAO (2006) zo'n 35 tot 40% van de totale methaanuitstoot van de planeet. Volgens recentere data van de NASA (2020) is methaan verantwoordelijk voor ongeveer 23% van de klimaatverandering in de twintigste eeuw, en van de methaanuitstoot wordt 20% geproduceerd door de landbouw, door een combinatie van veeteelt, afvalbeheer en rijstteelt. Vee is verantwoordelijk voor 65% van alle menselijke emissies van het krachtige en langlevende broeikasgas distikstofoxide. Dit gas, beter bekend als lachgas, veroorzaakt 0,1°C klimaatverandering.
Ook draagt veeteelt bij aan de vermesting en verzuring van de natuur, door onder meer nitraat, ammoniak en fosfaat (met onder andere als gevolg minder biodiversiteit) en veroorzaakt veeteelt veel fijnstof, wat schadelijk is voor de gezondheid. Verder bestaat veevoer meestal uit een groot deel soja, vaak geproduceerd in Zuid-Amerika. Voor die productie worden buitengewoon grote natuurgebieden vernietigd en omgezet in sojaplantages, met name tropische regenwouden worden daardoor ernstig bedreigd. Ook het grootschalige transport van vee en veevoer draagt bij aan milieu- en klimaatproblemen. En ondanks dat het gebruik van antibiotica sinds 2006 is verminderd, zorgt het nog steeds voor problemen, vooral omdat mensen resistent kunnen worden door het gebruik van antibiotica, met als gevolg soms ernstige ziektes. 
Ook worden in de vleesproductie zeer grote hoeveelheden water verbruikt: zo is de gemiddelde watervoetafdruk per calorie voor rundvlees 20 keer zo groot als in vergelijking met granen en aardappels. 

In Nederland eten honden en katten jaarlijks meer vlees dan hun baasjes. Volgens de uitzending van HUMAN is het hele oppervlak van Nederland nodig om de honden en katten van vlees te voorzien.

## Gezondheid
Er is overtuigend bewijs dat regelmatige consumptie van rood vlees (bijvoorbeeld rund, varkens en lamsvlees) en verwerkt vlees (bijvoorbeeld ham en salami) het risico op darmkanker sterk verhoogt. Het World Cancer Research Fund heeft 263 studies op dit gebied bekeken, 24 daarvan bevatten volgens de onderzoekers het doorslaggevende bewijs dat rood en verwerkt vlees in grotere hoeveelheden gevaarlijk kan zijn. Om deze reden beveelt het WCRF aan dat mensen niet meer dan 500 gram rood vlees (gegaard gewicht, dit staat gelijk aan 700-750 gram rauw vlees) per week eten, en verwerkt vlees helemaal mijden. Vleesconsumptie in zijn algemeenheid, maar vooral de consumptie van rood vlees hangt eveneens samen met een verhoogd risico op borstkanker, pancreaskanker, leverkanker longkanker, en slokdarmkanker. Een belangrijke kankerpromotor in rood vlees is waarschijnlijk het heem-ijzer. Rood vlees wordt daarnaast ook in verband gebracht met een hoger totaal overlijdensrisico en een hoger risico om te sterven aan hart- en vaatziekten.
Wit vlees, zoals dat van gevogelte, wordt daarentegen juist in verband gebracht met een lager totaal overlijdensrisico en een kleinere kans om aan hart- en vaatziekten of kanker te overlijden.
In een grootschalig epidemiologisch onderzoek bleek de consumptie van verwerkt vlees ook geassocieerd met een verhoogd risico op beroerte bij mannen. Eerder bleek een dergelijk verband ook al bij vrouwen.
In een grote studie, de EPIC-studie onder meer dan 500.000 mensen (448.000 geschikt voor analyse) in Europa, waaraan ook het Nederlandse RIVM heeft meegewerkt, bleek er in eerste instantie een verhoogd risico te zijn op het totaal overlijdensrisico bij roodvleesgebruikers, maar bleef dit na correctie voor bewerkt vlees en meetfouten niet meer overeind. Uiteindelijk bleek alleen de relatie tussen het totale overlijdensrisico en bewerkt vlees significant. Het ging hier om een hazard-ratio van 1,18 per 50 gram/dag bij een mediane follow-up duur van 12,7 jaar. De onderzoekers schatten dat 3,3% van de sterfte voorkomen kan worden als alle deelnemers aan de studie minder dan 20 gram bewerkt vlees per dag zouden eten. Het ging dan vooral om sterfte door hart- en vaatziekten en in mindere mate om kanker. Opvallend was dat de totale sterfte hoger was bij de mensen die weinig tot geen rood vlees consumeerden. Echter, in 2018 publiceert het WCRF een onderzoek waarin aangetoond wordt dat het eten van rood vlees en bewerkt vlees het risico op darmkanker verhoogt. Er werd in meerdere onderzoeken geen verband gevonden tussen de consumptie van gevogelte en de totale sterfte.

## Cultuur
De consumptie van vlees wordt sterk bepaald door de cultuur. Afhankelijk daarvan worden sommige dieren niet gegeten. Typische voorbeelden zijn honden en katten, die niet gegeten worden in westerse culturen, maar wel in bijvoorbeeld China. Varkensvlees wordt door sommige culturen en religies als onrein beschouwd. Het eten van mensenvlees, kannibalisme, wordt vrijwel overal als een taboe gezien.
Mensen die er, om culturele of principiële redenen, voor kiezen om geen vlees en vis te eten, noemt men vegetariërs.

## In de taal
Vlees wordt ook overdrachtelijk gebruikt voor het (menselijk of dierlijk) lichaam of delen van het lichaam:
- "De geest is gewillig, maar het vlees is zwak" (Bijbelse uitdrukking).
- "Het gaat hem naar den vleze" (het gaat hem goed).
- "Even naar het vlees kijken" (urineren).
- "Dat is mijn vlees en bloed" (familie).
- "Hij is van vlees en bloed" (met al zijn goede en slechte eigenschappen).
- "Goed in het vlees zitten" (niet mager zijn).
- "Het is vlees noch vis" (het hoort nergens bij).
- "Willen weten wat voor vlees je in de kuip hebt" (met wat voor persoon je te doen hebt).
- "Zich uit den vlezen maken" (ergens snel weggaan).
- "Het vlees te zwak bevinden" (het risico niet durven nemen).
- "Het vervleesde verachten" (een negatieve instelling tegenover alles hebben).
- "Zich in ongekneed vlees bevinden" (op onbekend gebied zijn).
- "Het veredelde vlees beminnen" (het hogere waarderen).
- "Het gezuiverde vlees doorbreken" (een doorbraak forceren).
- "Het vlees van de man scheiden" (erg keuzebewust zijn).